# ホラティウス

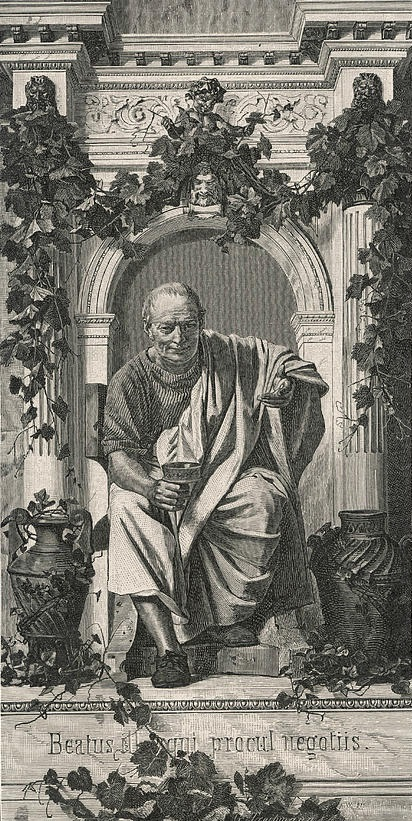
クィントゥス・ホラティウス・フラックス

クィントゥス・ホラティウス・フラックス（ラテン語: Quintus Horatius Flaccus, 紀元前65年12月8日 - 紀元前8年11月27日）は、古代ローマ時代の南イタリアの詩人。一般には単にホラティウスと呼ばれる。

## 概要
アウグストゥスと同時代に生きたラテン文学黄金期の詩人で、ウェルギリウスと並んで評価される。
書簡詩『詩について』（Ars poetica）はアリストテレスの『詩学』と並んで、古典主義詩論で重要視された。このなかの一節「詩は絵のように（ut pictura poesis）」は、のちに絵画にも拡大され、近世詩論および絵画論に影響を与えた。
また「征服されたギリシア人は、猛きローマを征服した（Graecia capta ferum victorem cepit）」（書簡詩第2巻1.156）という、有名な言葉を残した。

## 作品

風刺詩・書簡詩、1577

- 『風刺詩（英語版）』
  - Satires 1 (c. 35–34 BC)
  - Satires 2 (c. 30 BC)
- 『エポーデス（英語版）』 (30 BC)
- 『カルミナ』抒情詩集
  - Odes 1–3 (c. 23 BC)[nb 2]
  - Odes 4 (c. 11 BC)
- 『書簡詩（英語版）』
  - Epistles 1 (c. 21 BC)
  - Epistles 2 (c. 11 BC)[nb 3]、『詩について』 (c. 10–8 BC)[nb 4]を含む
- 『世紀祭の歌（英語版）』 (17 BC)

### 日本語訳
- 『ホラティウス全集』鈴木一郎訳、玉川大学出版部、2001年、ISBN 4-472-11901-3。
- 『ホラーティウス　詩論』岡道男訳、岩波文庫、1997年。ワイド版岩波文庫、2012年

他は「アリストテレース 詩学」松本仁助・岡道男訳
- 『ホラーティウス　書簡詩』高橋宏幸訳、講談社学術文庫[1]、2017年